# Trigonopyren
Trigonopyren  es un género con nueve especies de plantas con flores perteneciente a la familia de las rubiáceas. 
Es nativo del oeste del Océano Índico.

## Especies
- Trigonopyren albicostatus Bremek. (1963).
- Trigonopyren angustifolius Bremek. (1963).
- Trigonopyren capituliflorus Bremek. (1963).
- Trigonopyren comorensis Bremek. (1963).
- Trigonopyren multiflorus Bremek. (1963).
- Trigonopyren nitidulus Bremek. (1963).
- Trigonopyren ovalifolius Bremek. (1963).
- Trogonopyren pauciflorus Bremek. (1963).
- Trigonopyren sambiranensis Bremek. (1963).